# Boscobel (Wisconsin)
Boscobel è un comune degli Stati Uniti, situato in Wisconsin, nella Contea di Grant.